# خيري (مقاطعة فسا)
خيري (بالإنجليزية: Tolombeh-ye Kheyri)‏ هي human-geographic territorial entity تقع في فارس في إيران.